# Échenans-sous-Mont-Vaudois
Échenans-sous-Mont-Vaudois è un comune francese di 512 abitanti situato nel dipartimento dell'Alta Saona nella regione della Borgogna-Franca Contea.

## Società

### Evoluzione demografica
Abitanti censiti